# Duck tour

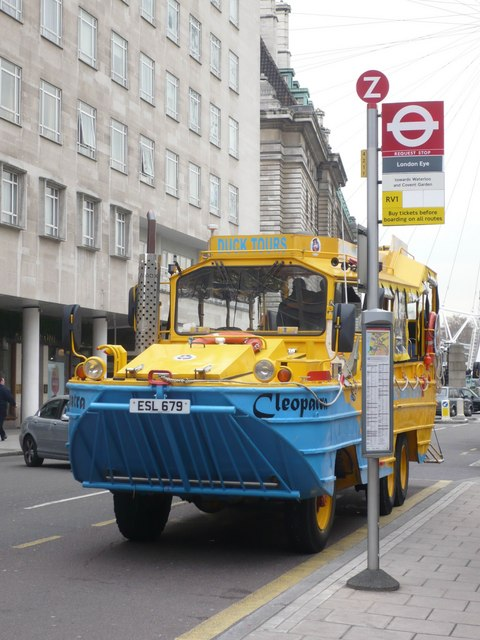
2009. Un duck alla fermata dell'autobus per il London Eye, (Chicheley Street)

Con il termine di Duck tour o DUKW tour, si designano dei giri turistici che impiegano autobus anfibi multifunzione costruiti appositamente, o residuati bellici come il DUKW o il LARC-V.  Sono principalmente usati come attrazione turistica in città portuali, lacustri o fluviali quali Albany (New York), Baltimora, Chattanooga, Pittsburgh, Belfast, Washington, Boston, Hot Springs, Miami, Seattle, Filadelfia, Ottawa, Wisconsin Dells, Liverpool, Londra, Dublino, Singapore, Osaka, Toronto, Qingdao, Waikiki.  Questi servizi, sia che usino "veri DUKW", sia che usino dei moderni veicoli anfibi per uso turistico, sono generalmente scanzonati, con i conducenti che sovente indossano bizzarri cappelli o costumi, e spesso montano sistemi di comunicazione di bordo affiancati da umoristici effetti audio.
La prima compagnia  "duck tour" fu avviata nel 1946 da Mel Flath a Milwaukee. Poco dopo la trasferì a Wisconsin Dells. La sua famiglia continua a condurre una duck company chiamata Dells Army Ducks nella Wisconsin Dells Area.
Una parata di 17 duck che trasportavano i membri della squadra per terra ed attraverso il fiume Charles fu scelta dalle seguenti squadre, rispettivamente per festeggiare i relativi eventi sportivi: Boston Celtics per il loro campionato del 2008, New England Patriots per i loro campionati e Boston Red Sox per le loro vittorie nelle World Series del 2004 del 2007.

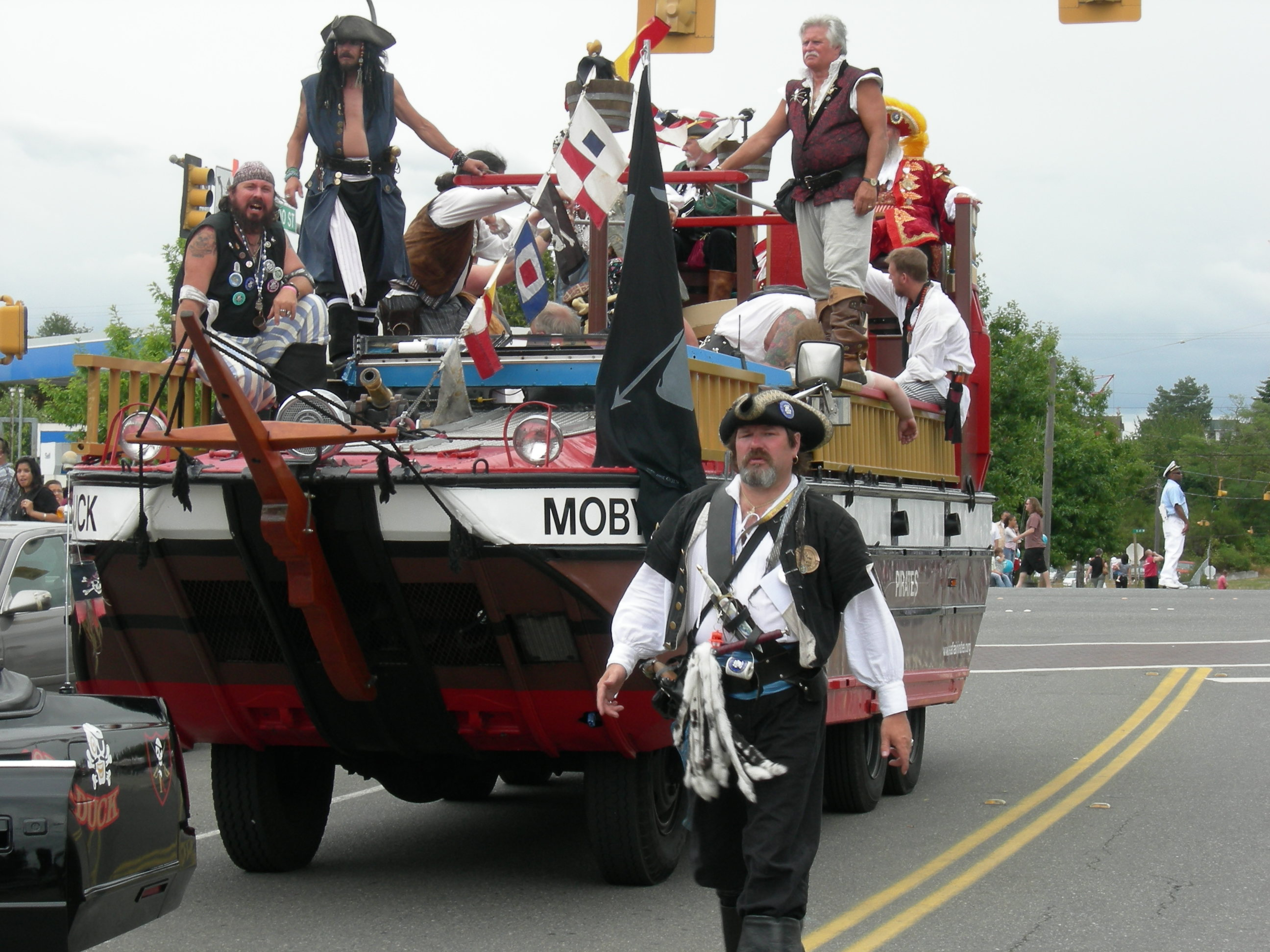
2007. I Seafair Pirates sul loro Moby Duck in occasione degli White Center Jubilee Days

I Seafair Pirates di Seattle usano un DUKW "Moby Duck", modificato per assomigliare ad un galeone spagnolo, come loro principale mezzo di trasporto anfibio. 

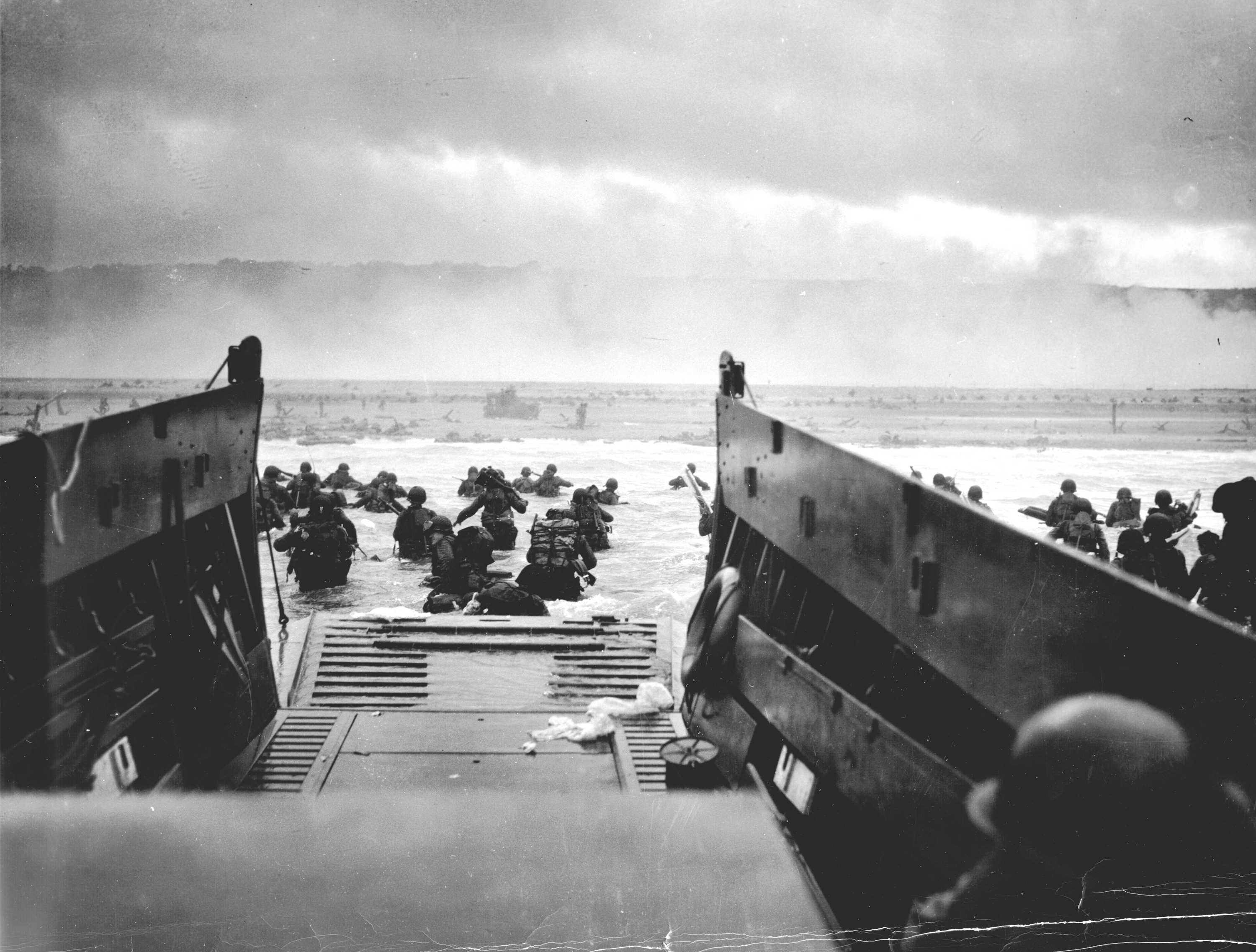
Normandia, 1944. Truppe americane sbarcano da un anfibio sulla spiaggia "Omaha".

La società che gestisce i duck tour a Liverpool (dati giugno 2009) possiede quattro DUKW, di cui uno è effettivamente "veterano" dell'Operazione Nettuno.
Un altro duck per uso turistico è rimasto anche a Instow, nel Devon. Faceva parte di una compagnia costituita nell'isola di Jersey nel 1998; fino al 2006 essa aveva esercitato il servizio di traghetto passeggeri collegando Elizabeth Castle. L'operatore di Jersey aveva tre duck; gli altri due sono stati trasferiti rispettivamente a Cracovia e Berlino.
Quasi tutti i veicoli di cui parliamo sono stati ridipinti, dotati di moderni motori diesel e carrozzeria chiusa, il che conferisce loro un rassicurante aspetto di autobus (quasi) convenzionali. Sul piano del diritto amministrativo, per lo più i vari ordinamenti impongono (a chi voglia svolgere l'attività che descriviamo) di ottenere tanto le licenze necessarie al servizio di pullman ad uso pubblico, quanto quelle previste per il trasporto passeggeri su acqua.

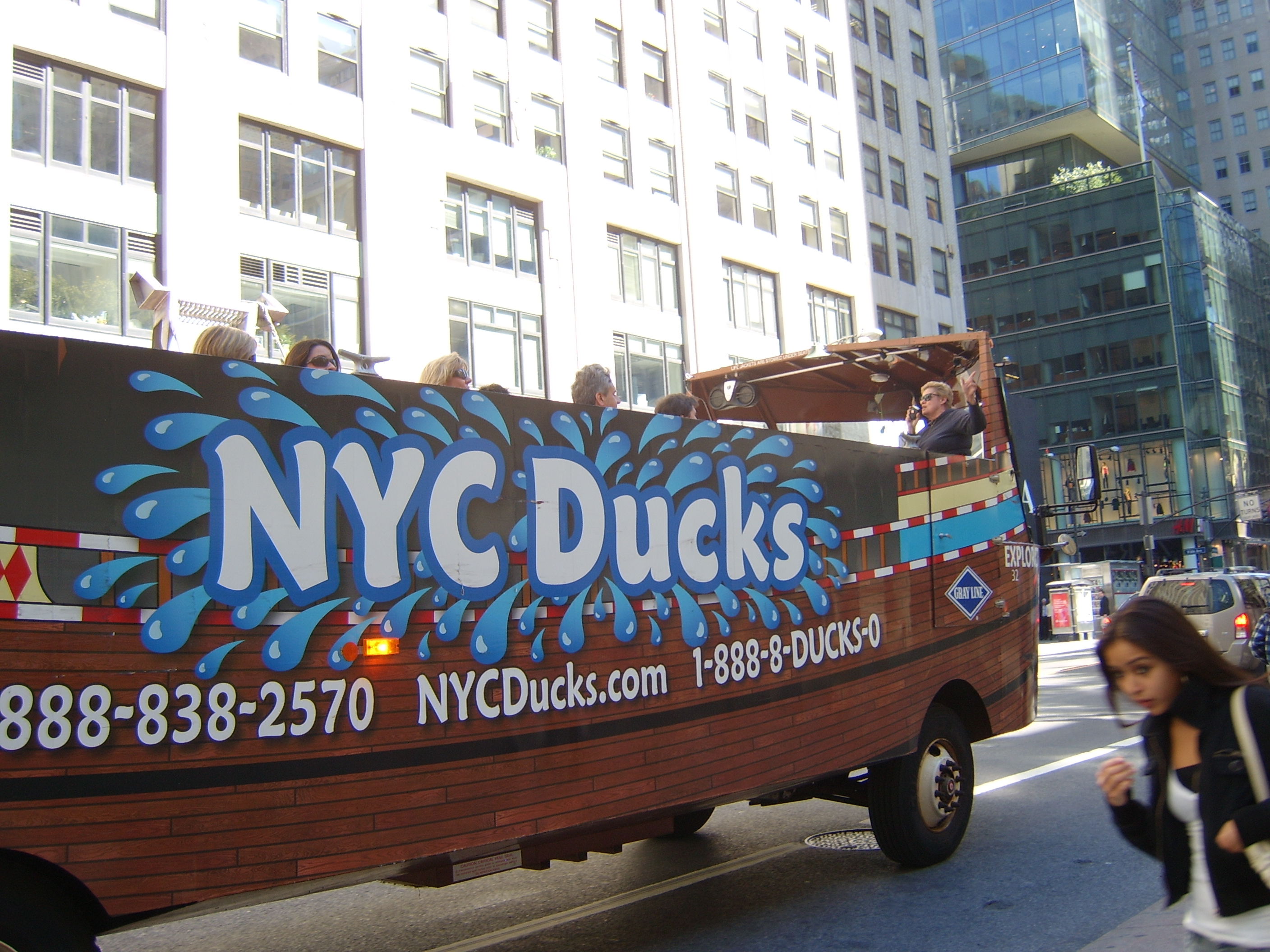
2008. A passeggio per Manhattan con un duck

## Incidenti fatali
Nel 1999 un DUKW non omologato affondò presso Hot Springs (Arkansas) uccidendo tredici delle venti persone imbarcate. Da allora la United States Coast Guard seguì la guida dei Boston Duck Tours per migliorarne gli standard generali di sicurezza.
Il 23 giugno 2002, una crociera sul fiume Ottawa, nell'Ontario (Canada), terminò con l'affondamento del Lady Duck, un veicolo anfibio ricavato dalla trasformazione di un autocarro Ford  F-350. Si salvarono sei passeggeri, il conducente e la guida del tour, ma altri quattro passeggeri restarono intrappolati sotto il guscio del veicolo colato a picco, ed affogarono. La propulsione nautica era affidata ad un motore diesel entrofuoribordo Mercruiser installato a "poppa". Un'inchiesta individuò problemi nel governo di questi veicoli, difetti nella progettazione dell'adattamento e nelle procedure di emergenza.

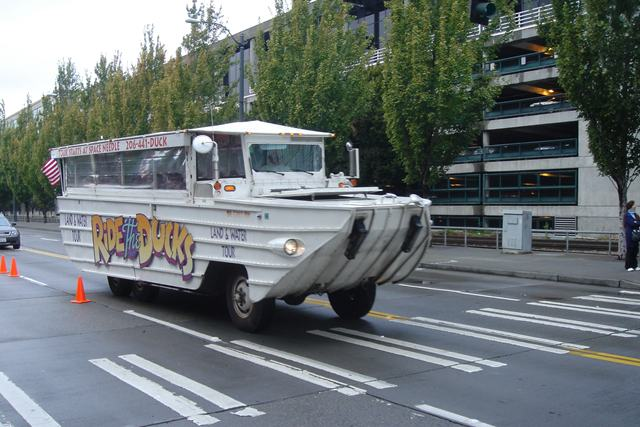
2006. Un anfibio Ride the Ducks a Seattle

Il 7 luglio 2010, un moderno veicolo anfibio omologato (basato sul progetto originale) della compagnia Ride the Ducks, che apparentemente aveva perso il controllo a seguito di un incendio nel vano motore, fu travolto da una chiatta sul fiume Delaware, a Philadelphia. Trentatré passeggeri e due membri dell'equipaggio furono prontamente tratti in salvo, ma due passeggeri, un ventenne ed una sedicenne, entrambi di una comitiva ungherese, persero la vita.

## Marchio commerciale
Quanto meno per quel che attiene alla realtà statunitense, l'espressione "duck tour" è stata dichiarata generica e come tale non idonea alla tutela giuridica del marchio commerciale dall'United States Court of Appeals for the First Circuit.

## Galleria operativa

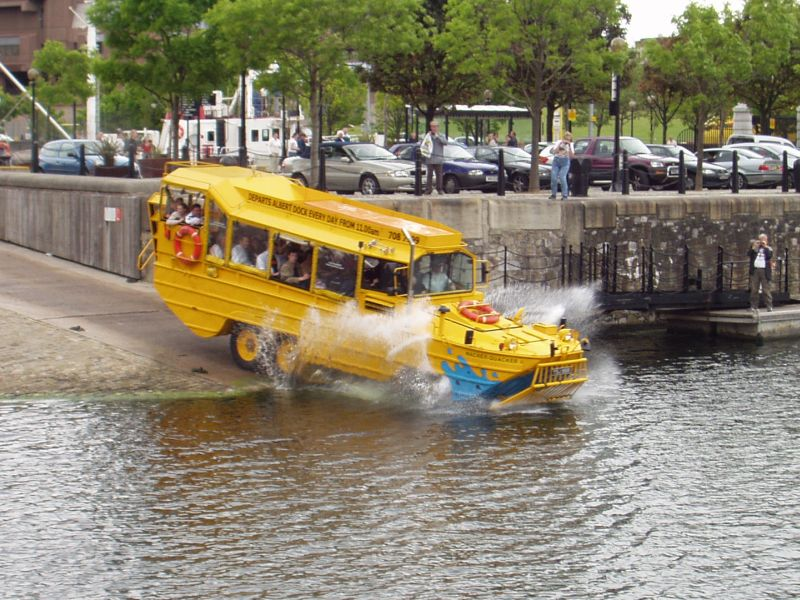
2004 (?). Splashdown a Liverpool
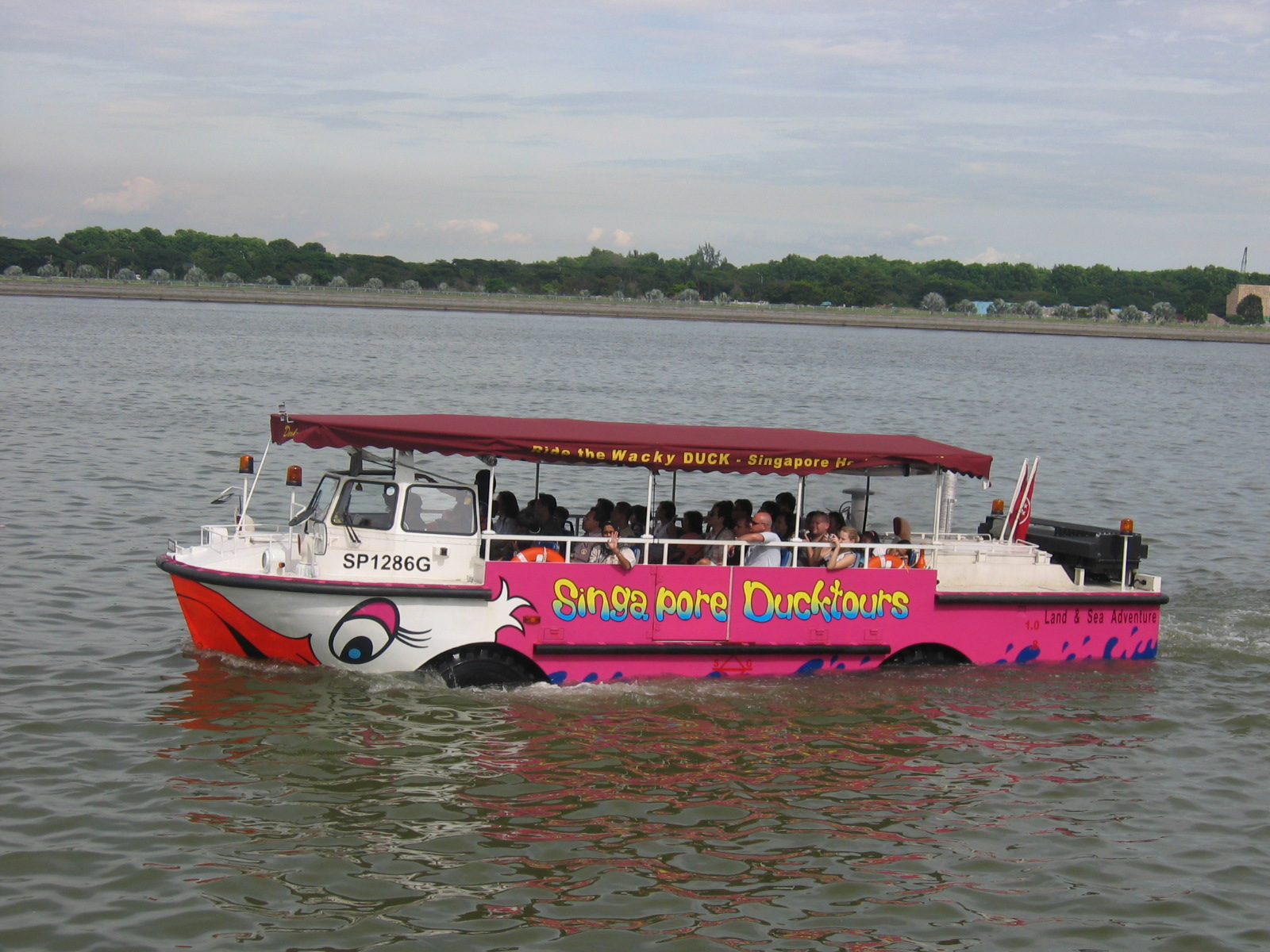
2006. Un duck in navigazione a Singapore
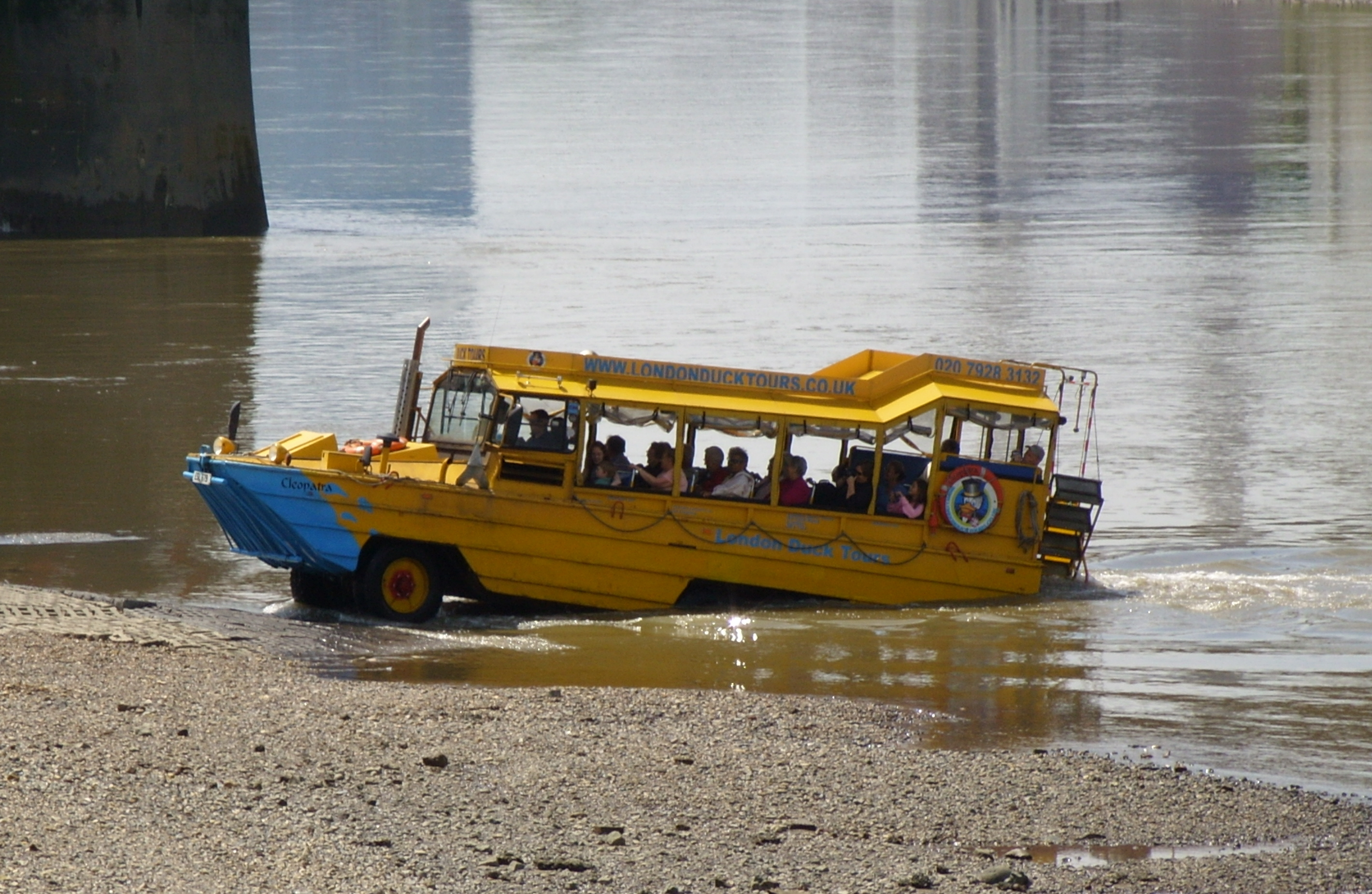
2007. Ritorno in terraferma dal Tamigi